# المديرية العامة للهجرة (إندونيسيا)
المديرية العامة للهجرة (بالإندونيسية: Direktorat Jenderal Imigrasi، Imigrasi) هي وكالة حكومية إندونيسية تابعة لوزارة القانون وحقوق الإنسان. تخدم المديرية المجتمع في مجال الهجرة.

## المهام والوظائف

### المهام الرئيسية
تنفيذ المهمة الرئيسية لوزارة القانون وحقوق الإنسان في مجال الهجرة، بناءً على السياسة التي يحددها الوزير، وتطوير سياسة الحكومة المتعلقة بالهجرة، والتوحيد القياسي في إجراءات تشغيل الهجرة.

### الوظائف
للقيام بالمهمة الرئيسية، تتولى المديرية العامة للهجرة الوظائف التالية:
- تطوير سياسة الحكومة في الهجرة، والتي تتكون من وثائق السفر والتأشيرة وتصريح الإقامة وتصريح العمل واستخبارات الهجرة، وإنفاذ القانون في الهجرة، والتعاون بين الحكومات ونظام معلومات الهجرة.
- تنفيذ سياسة الحكومة في الهجرة.
- تطوير المعايير والقواعد والإجراءات والمعايير في الهجرة.
- تقديم الدعم الفني والتقييم.
- القيام بمهمة إدارية في المديرية العامة للهجرة.

## التنظيم
يتكون تنظيم المديرية العامة للهجرة من مقر واحد، و 33 شعبة في المكتب الإقليمي لوزارة القانون وحقوق الإنسان، و115 مكتب الهجرة، و13 مركز احتجاز، و19 ملحق للهجرة في السفارة الإندونيسية.
يتكون هيكلها التنظيمي من العناصر التالية:
- المديرية العامة للهجرة المنصب الذي يشغله المدير العام.
- أمانة المديرية العامة للهجرة.
- مديرية مرور الهجرة.
- مديرية الرقابة وتنفيذ الهجرة.
- مديرية تعاون الهجرة.
- مديرية استخبارات الهجرة.
- مديرية تصريح الإقامة ووضع الهجرة.
- مديرية نظام معلومات الهجرة.
- ملحق الهجرة.

## سياسة التأشيرات

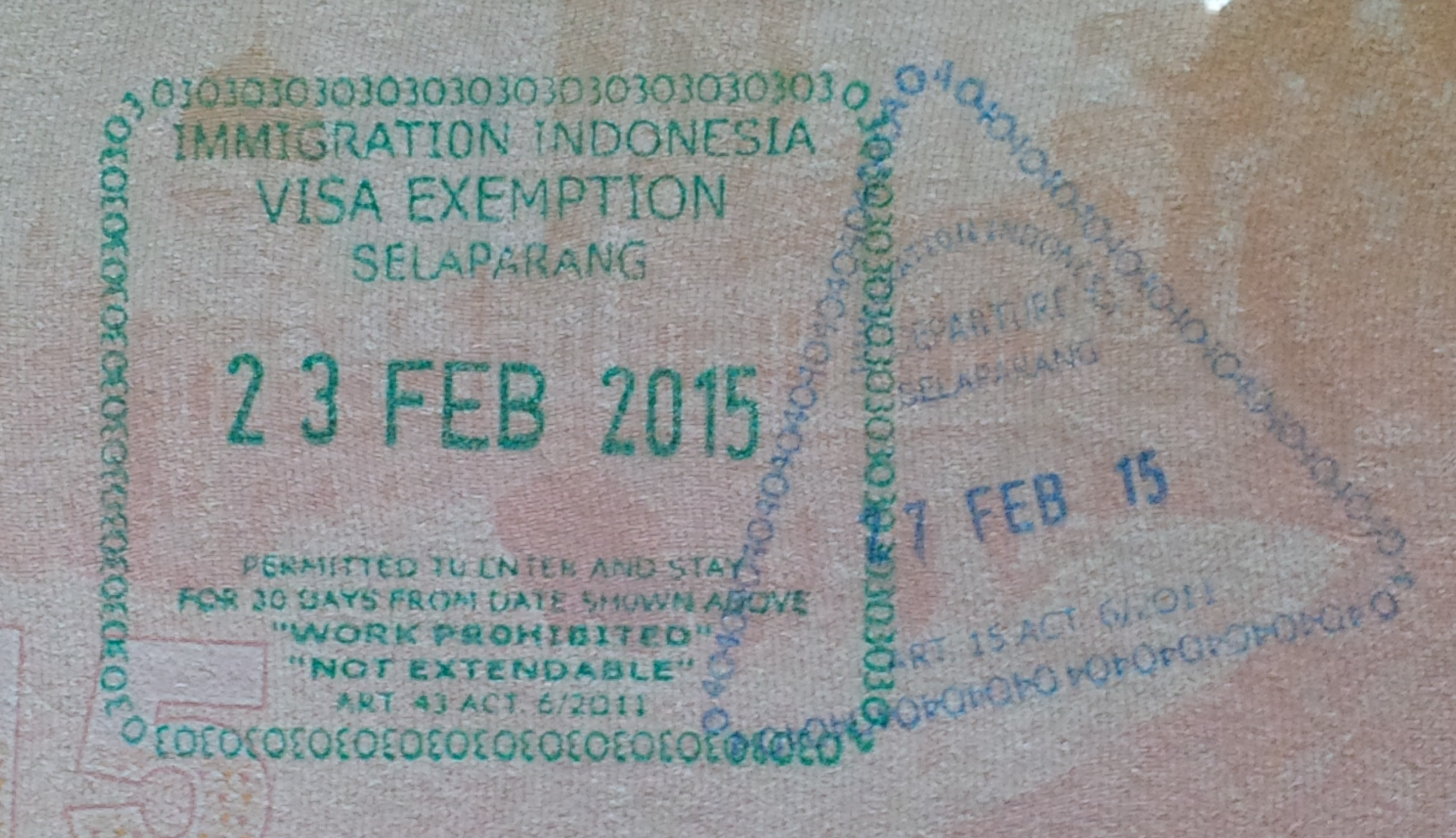
طوابع الدخول والخروج لإندونيسيا.

يجب على زوار إندونيسيا الحصول على تأشيرة من إحدى البعثات الدبلوماسية الإندونيسية ما لم يأتوا من إحدى الدول المعفاة من التأشيرة. يجب على جميع الزوار حمل جواز سفر ساري لمدة 6 شهور بالإضافة إلى تذكرة ذهاب وعودة صالحة. يمكن قبول جواز سفر ساري المفعول لأكثر من 3 أشهر في حالات خاصة أو سفر عمل. قد يطلب ضابط الهجرة في ميناء أو مطار أو منفذ الدخول من الراكب تقديم أي مستندات ضرورية (مثل حجز الفندق وإثبات التمويل).

## وثيقة السفر

### جواز السفر

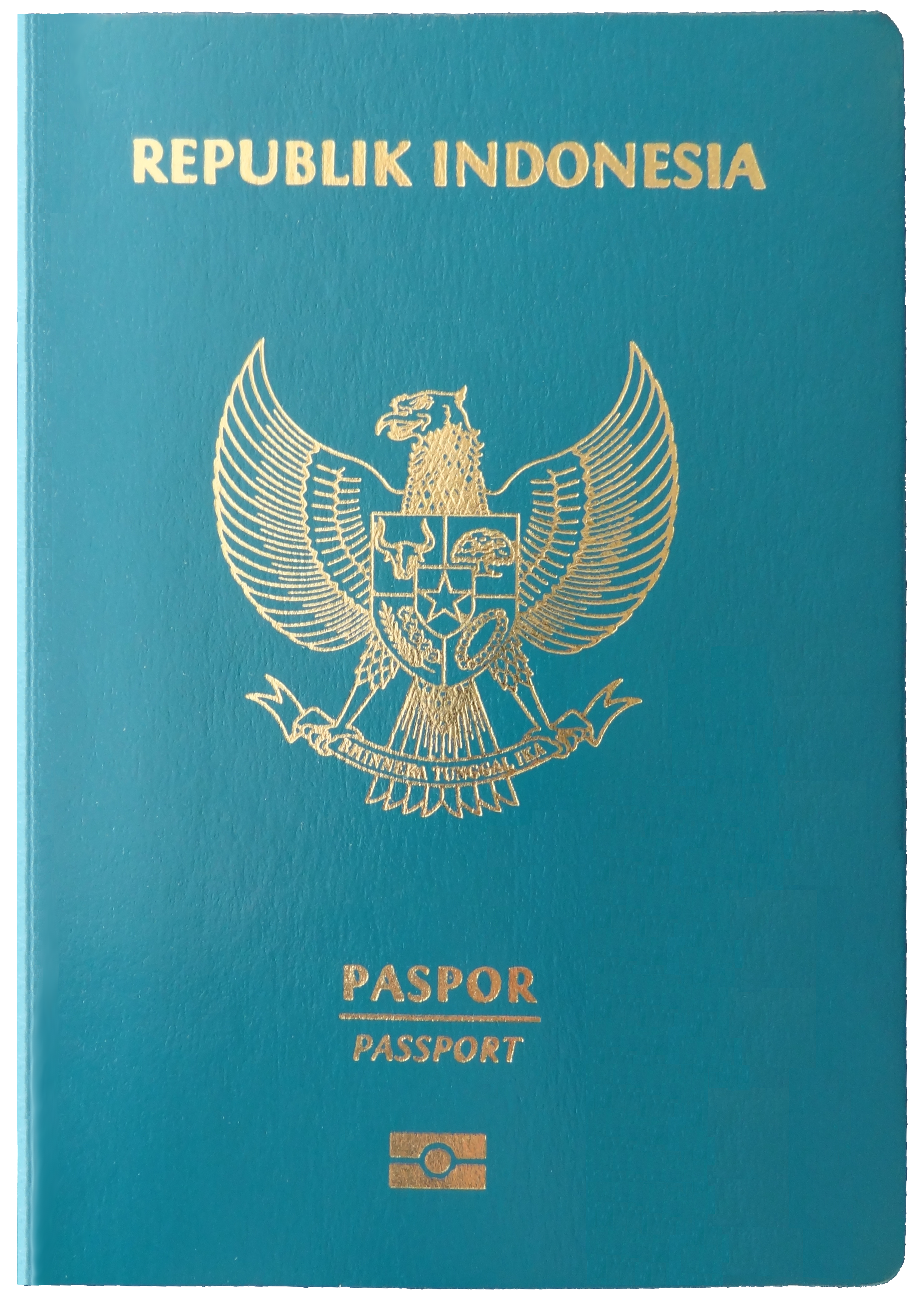
جواز سفر إندونيسي

جواز السفر الإندونيسي هو وثيقة سفر صادرة عن حكومة إندونيسيا للمواطنين الإندونيسيين المقيمين في إندونيسيا أو في الخارج. إن الهيئة الإدارية الرئيسية فيما يتعلق بإصدار جواز السفر والحيازة والانسحاب والمسائل ذات الصلة هي المديرية العامة للهجرة التابعة لوزارة القانون وحقوق الإنسان. إندونيسيا هي واحدة من بين العديد من البلدان في العالم التي لا تعترف بالجنسية المتعددة لمواطنيها وسيفقد هؤلاء المواطنون جنسيتها الإندونيسية تلقائيًا إذا تم الحصول على جنسية أخرى طواعية. تسمح الاستثناءات الخاصة للمواطنين المولودين حديثًا بالحصول على جنسيات مزدوجة (بما في ذلك الإندونيسية) حتى سنة ميلاده الثامن عشر، وبعد ذلك يجب تحديد أي من الجنسيتين. أحدث جوازات السفر الإندونيسية ثنائية اللغة: مكتوبة بالإندونيسية والإنجليزية.

### وثيقة سفر بدلاً من جواز سفر
وثيقة سفر بدلاً من جواز سفر هي عبارة عن وثيقة سفر إندونيسية تصدر للأشخاص الذين لا يملكون وثائق سفر مناسبة أخرى، بغرض الانتقال من وإلى إندونيسيا. هناك العديد من فئات وثيقة سفر بدلاً من جواز سفر التي تغطي المواطنين الإندونيسيين وغير الإندونيسيين.

### جواز السفر الأجنبي
جواز سفر أجنبي أو جواز السفر المخصص للأجانب هو جواز سفر أجنبي صادر عن إندونيسيا. وهي وثيقة مدتها سنتان من 24 صفحة تصدر للأشخاص المقيمين بشكل دائم في إندونيسيا ولا يمكنهم الحصول على وثائق سفر من أي دولة أخرى. يشار إليها باللغة الإنجليزية بشكل مختلف باسم «جواز السفر الإندونيسي للأجانب» أو «جواز سفر الشخص الإندونيسي عديم الجنسية» أو «وثيقة السفر الإندونيسي عديم الجنسية».